# Frank Glorius
Frank Klaus Glorius  (né le 20 août 1972 à Walsrode) est un chimiste allemand,  professeur de chimie organique au département de chimie et de pharmacie de l'université de Münster .

## Biographie
Frank Glorius fait  des études de chimie à l'Université Gottfried-Wilhelm-Leibniz de Hanovre jusqu'en 1997, études interrompues par un séjour de recherche de neuf mois à l'Université Stanford avec Paul A. Wender en 1995-1996. Il obtient son doctorat en 2000 à l'Université de Bâle sous la direction d'Andreas Pfaltz après des travaux de recherche effectuées à l'Institut Max Planck de recherche sur le charbon (1997-1999) et à l'Université de Bâle (1999-2000) ; titre de sa thèse : Neue chirale Bisoxazolin-Liganden für die enantioselektive Katalyse (« Nouveaux ligands bisoxazolines chiraux pour la catalyse énantiosélective) ». Après un séjour postdoctoral à l'Université Harvard, avec David A. Evans  sur le thème de la synthèse du produit naturel de  l'« aflastatine A », il travaille comme chercheur indépendant avec Alois Fürstner comme mentor de 2001 à 2004. Il est nommé professeur de chimie à l'Université de Marbourg en décembre 2004. Depuis 2007, il est professeur de chimie à l'Université de Münster et il est également doyen du département de chimie et de pharmacie depuis 2022.

## Recherche
Son travail de recherche se concentre sur la catalyse dans la synthèse organique ; cela couvre des domaines précis tels que le développement et l'application des carbènes N-hétérocycliques (NHC),  l'utilisation et l'exploitation des modifications de surface par les NHC, l'activation de liaison C-H, la catalyse organique asymétrique,,  l'hydrogénation aromatique la catalyse chimio- et énantiosélective et la photocatalyse par transfert d'énergie, le développement de stratégies de criblage, les réseaux organométalliques (MOF), le développement et l'application d'analogues lipidiques et la catalyse hétérogène. Une attention particulière a été accordée, dans la recherche, à un criblage de robustesse,  une fonctionnalisation CH hétérogène complètement régiosélective avec activation CH catalysée par Pd/C  et Rh(III).

## Prix et distinctions
- En 2004, il reçoit le prix ORCHEM de la Société allemande de chimie (GDCh),
- En 2004, il obtient le Lilly Lecture Award de la société pharmaceutique Eli Lilly and Company,
- En 2004, il obtient le BASF Catalyis Award
- En 2006, Glorius reçoit le prix Alfried Krupp doté de 1 000 000 € de la Fondation Alfried Krupp von Bohlen und Halbach
- En 2011, il obtient le prix OMCOS
- En 2012, il  obtient le Springer Heterocyclic Chemistry Award.
- En 2013, Glorius est nommé nommé membre honoraire de la Société israélienne de chimie et, depuis 2014, il est « chercheur hautement cité »
- En 2014, Glorius a également reçu le Novartis Chemistry Lectureship Award 2014/2015,
- En 2017, il obtient le  Mukaiyama Award
- En 2018, Glorius est sélectionné pour le Arthur C. Cope Scholar Award de l' American Chemical Society (ACS),  le Merck, Sharp & Dohme Award de la Royal Society of Chemistry[12]
- En 2018, Glorius est lauréat du Prix Gay-Lussac Humboldt .
- En 2020, il reçoit la médaille Otto Roelen.
- En 2020, il reçoit le « Mitsui Chemicals Catalysis Science Award » de l'Institut de chimie organique de l'Université de Münster pour ses travaux dans le domaine de la science de la catalyset doté de cinq millions de yens.
- En 2021, Frank Glorius est élu membre de l' Académie Léopoldine
- En 2022 Frank Glorius reçoit le prix Otto Bayer.
- En 2022, il obtient un ERC Advanced Grants (« HighEnT ») à la suite d'un ERC Grant en 2017 (« HyDream »).
- En 2022, il devient membre de l' Academia Europaea .
- En 2024, il obtient la médaille Emil Fischer du GDCh.
- En 2025, il obtient la médaille Carus de la Leopoldina [13].